# Reformierte Kirche Ausserferrera

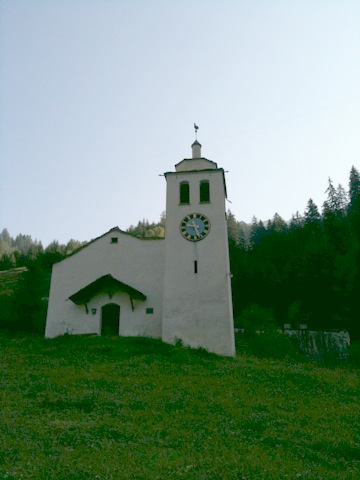
Blick von unten

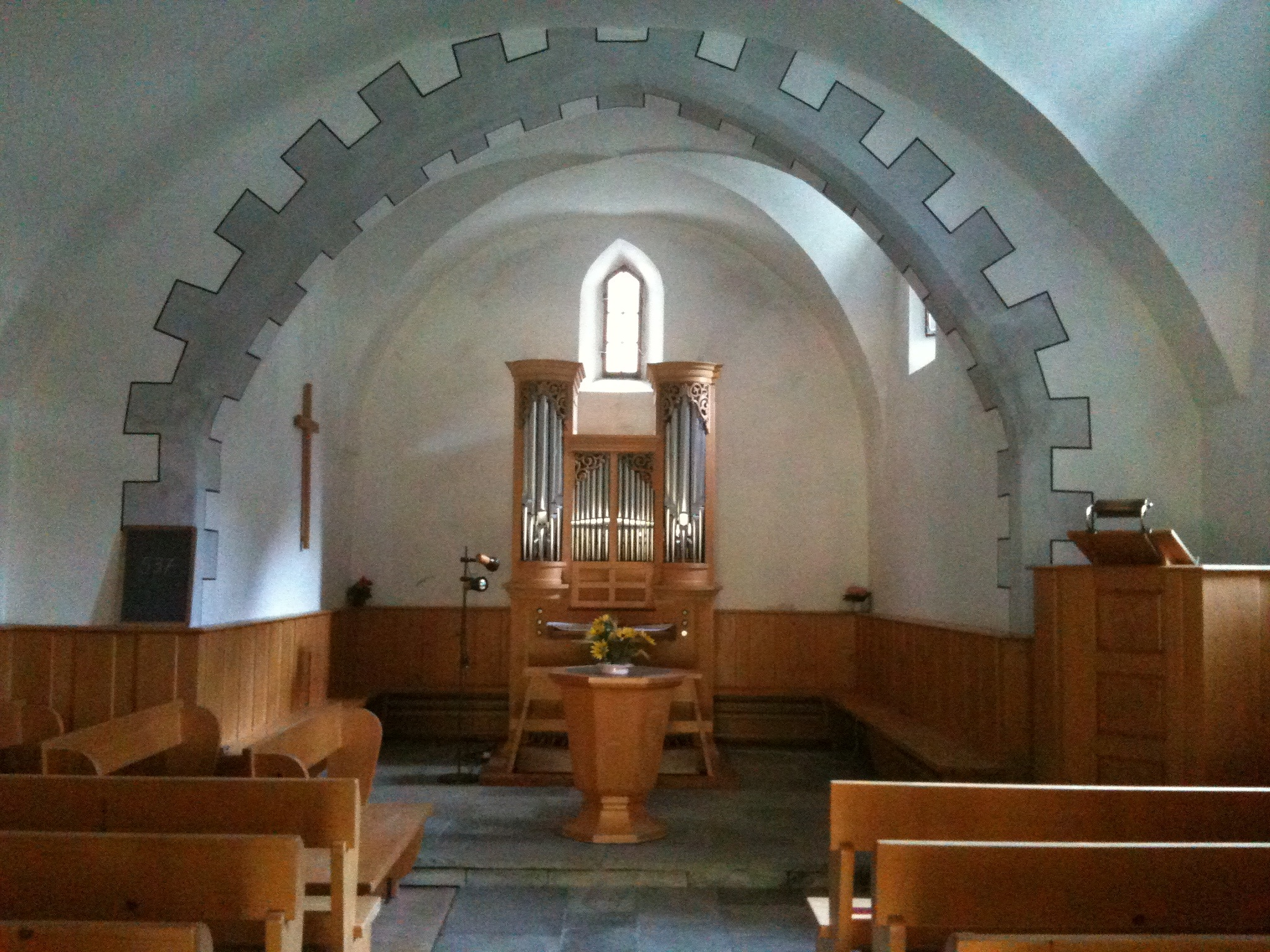
Innenansicht

Die reformierte Kirche in Ausserferrera im Ferreratal ist ein evangelisch-reformiertes Gotteshaus unter dem Denkmalschutz des Kantons Graubünden. Die Bausubstanz geht zurück bis ins 15. Jahrhundert, während der heutige Bau 1718 errichtet wurde.

## Geschichte und Ausstattung
Der Kirchturm fällt durch seinen doppelten, jeweils polygonalen Aufsatz auf. In seiner Glockenstube hängen zwei Glocken, deren Aufzug auf 1831 und 1954 datiert.
Im Kircheninneren an der linken Wand vor dem schlicht gehaltenen Chor ist ein Wort aus dem Jakobusbrief (1,22) in rätoromanischer Sprache im Idiom Sutsilvan aufgezeichnet: «Seigias savundadars digl pled a betga mo tarladers!», auf Deutsch: «Seid Täter des Wortes und nicht nur Hörer!» (Jak 1,22).
Die pedalbetriebene Orgel wurde 1992 eingebaut.

## Kirchliche Organisation
Die Evangelisch-reformierte Landeskirche Graubünden führt Ausserferrera als Teil der Kirchengemeinde Avers/Ferrera.

## Galerie

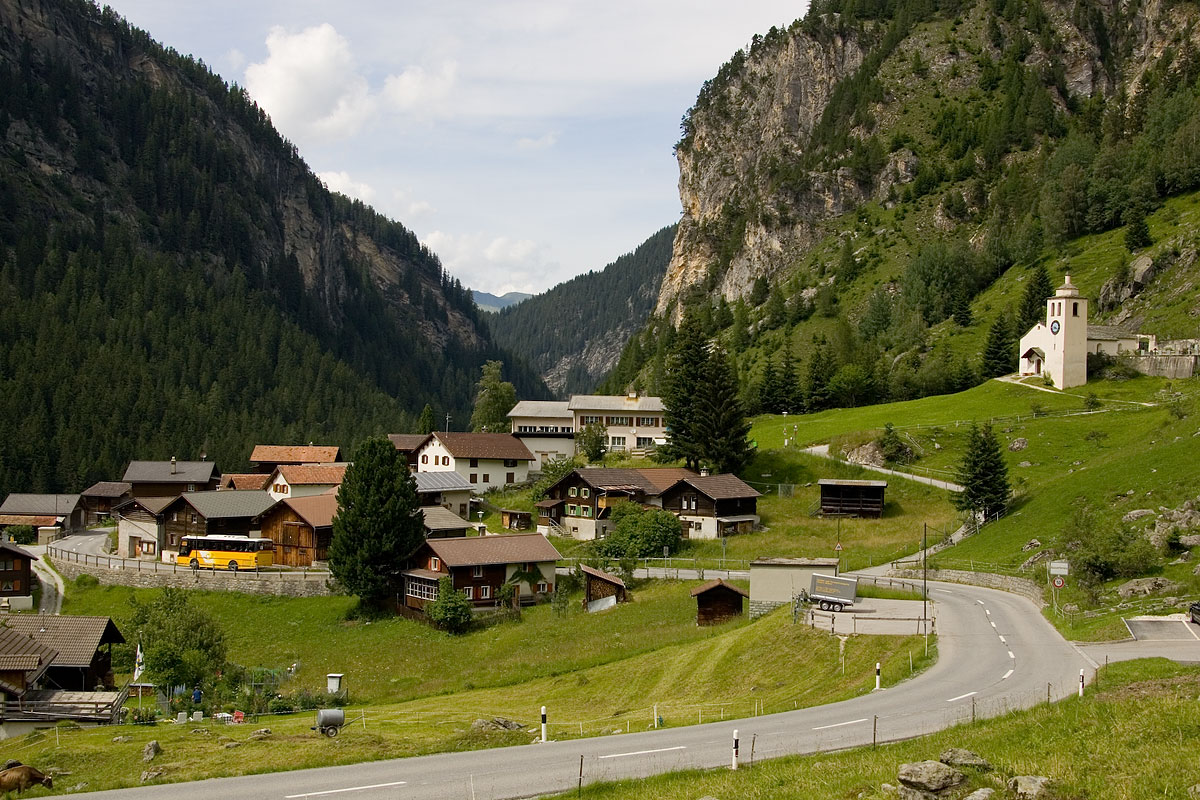
Die reformierte Kirche Ausserferrera an erhöhter Lage über dem Dorf
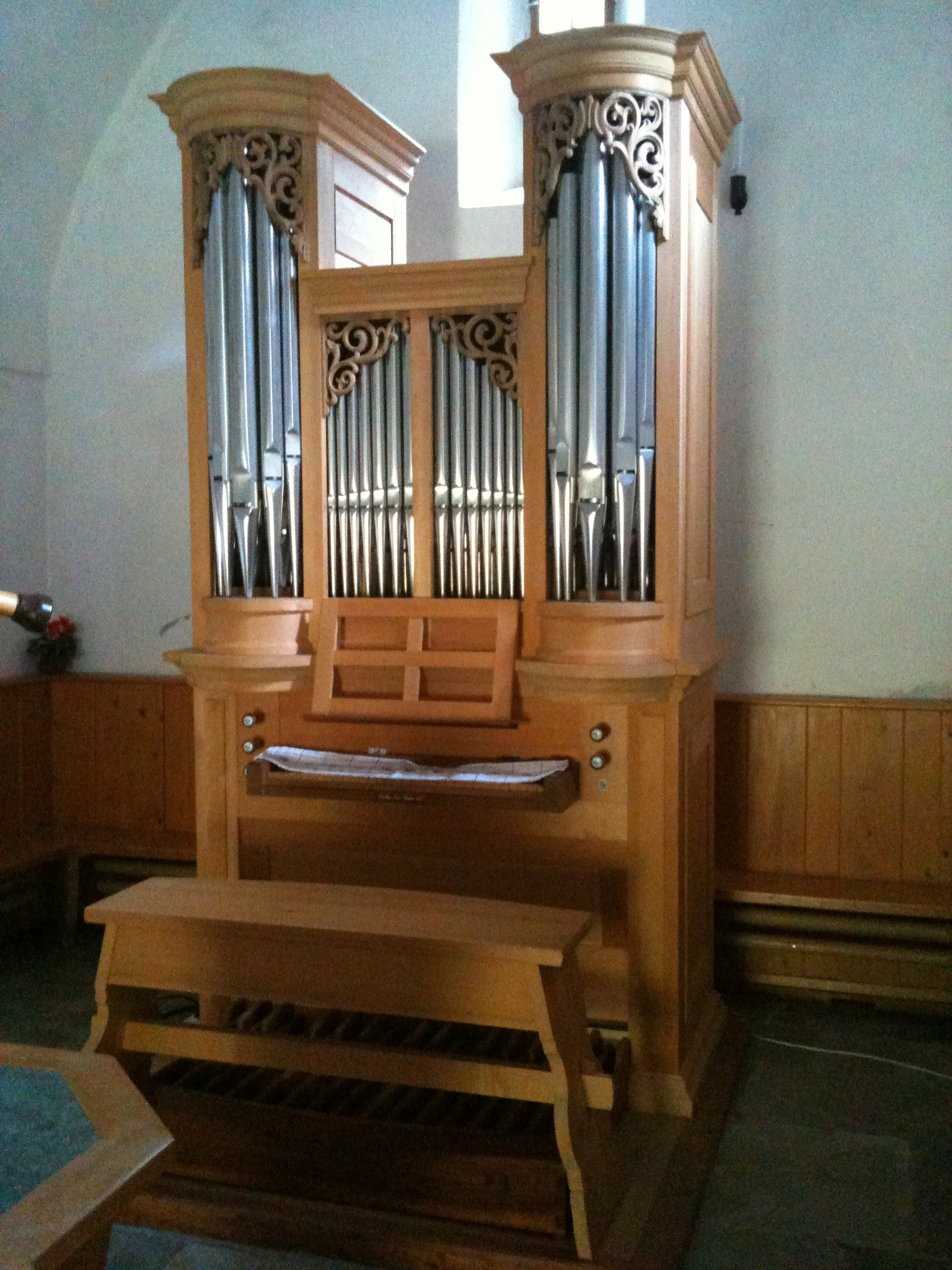
Orgel
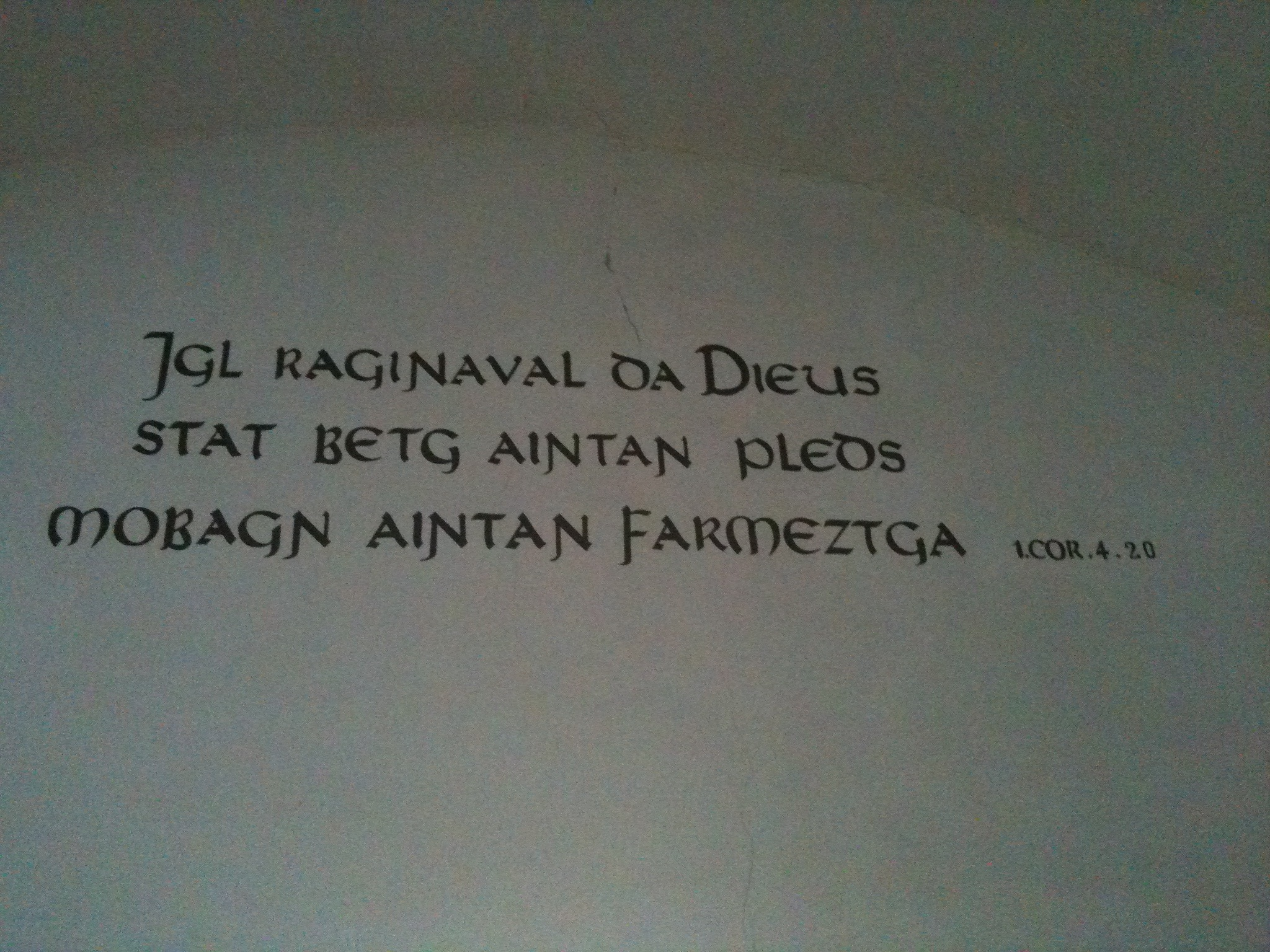
Sutselvischer Wandspruch
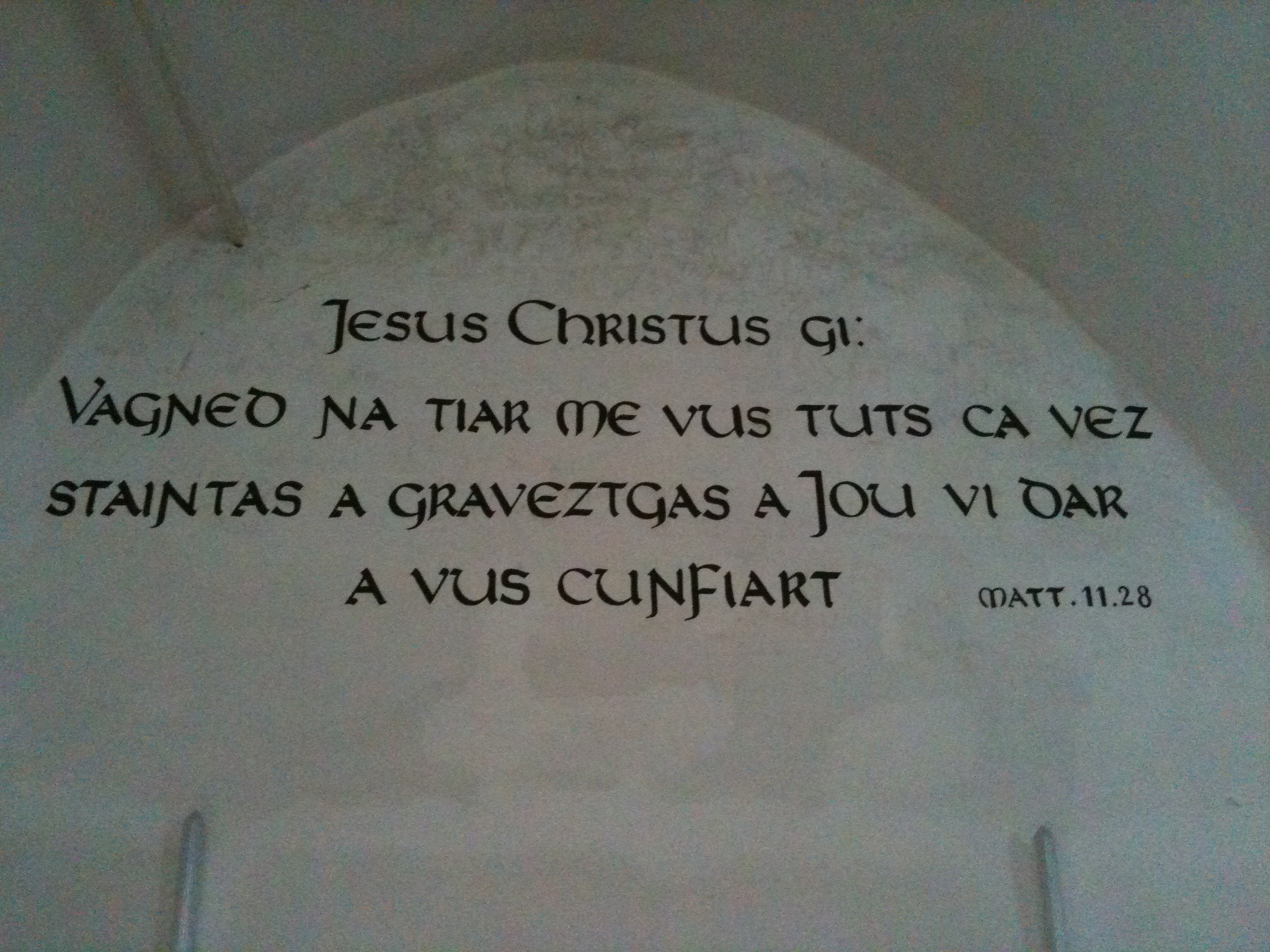
Sutselvischer Wandspruch
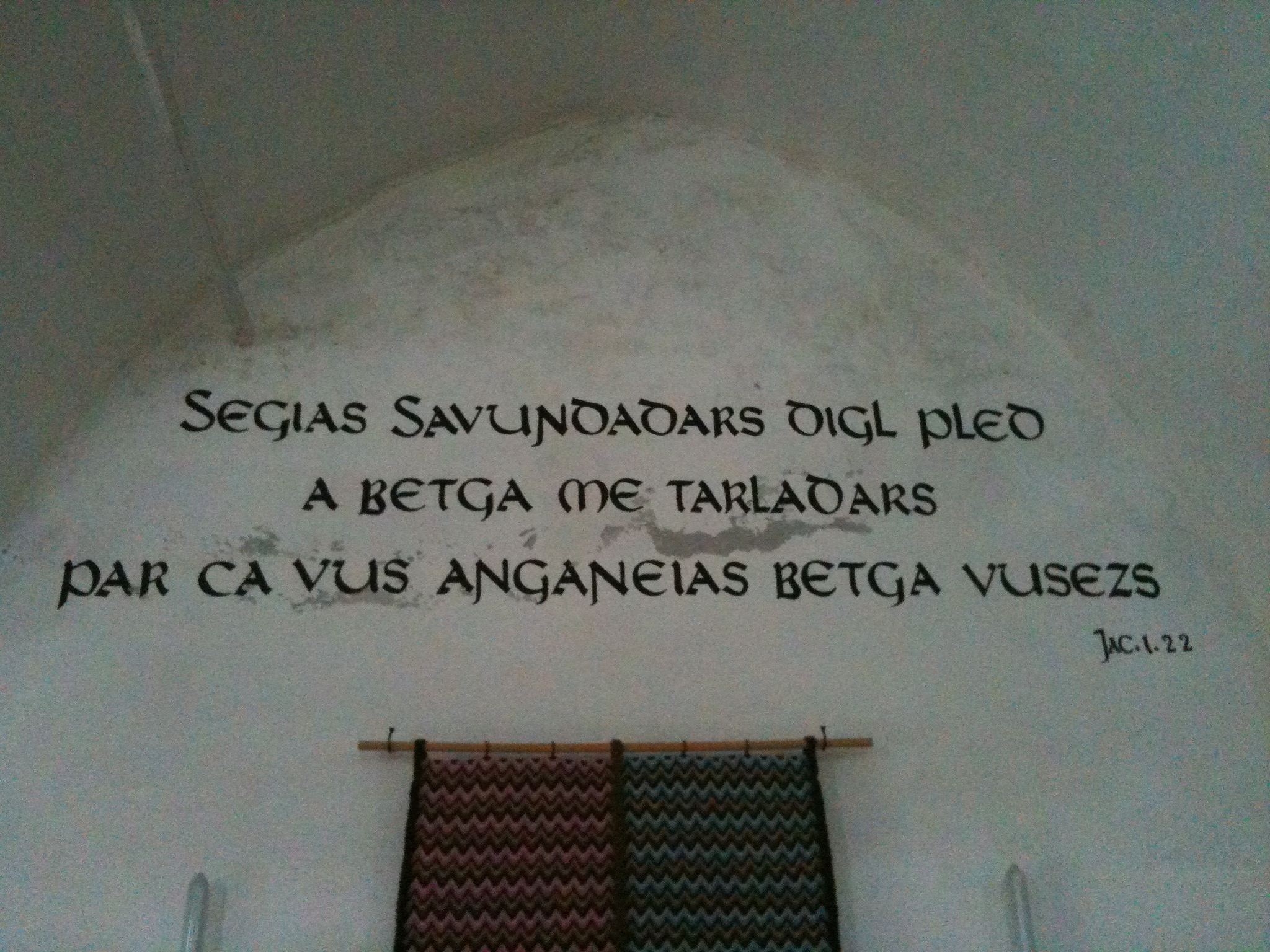
Sutselvischer Wandspruch
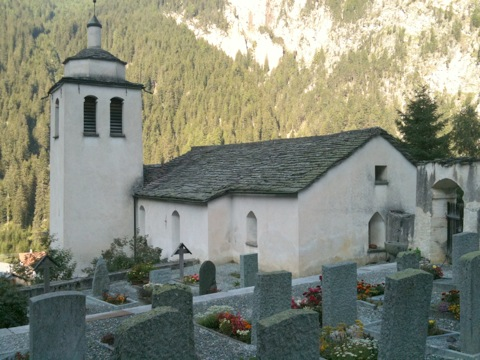
Kirche vom Friedhof aus gesehen
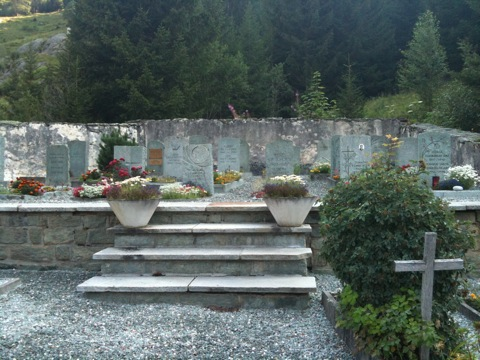
Kirchfriedhof